# Calesia fulviceps
Calesia fulviceps là một loài bướm đêm trong họ Erebidae.